# Butterfield's
Butterfield's，位處於香港鰂魚涌太古坊多盛大廈2-4樓，1996年成立，是隸屬太古集團的私人會所，由香港上海大酒店負責管理，會員多為該區工作的管理層或太古集團員工。設施包括中西餐廳、酒吧及建身室，會所內嚴禁使用手提電話，會員亦需要遵從衣著限制。由於裝潢格調高貴而且頗有氣派，近年成為香港其中一個熱門結婚場地。尤其是進場的啡白色馬蹄形長樓梯，感覺上有如進入了電影《鐵達尼號》的場景一樣。

## 外部連結
- 官方網頁